# Ciak d'oro per la migliore scenografia

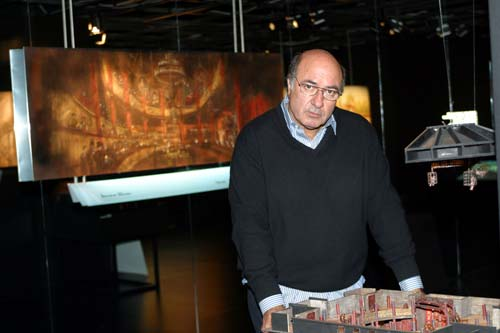
Dante Ferretti è stato il primo vincitore del premio con le scenografie di Ginger e Fred, e condivide il record di vittorie, tre, con Giancarlo Basili, Dimitri Capuani e Francesco Frigeri

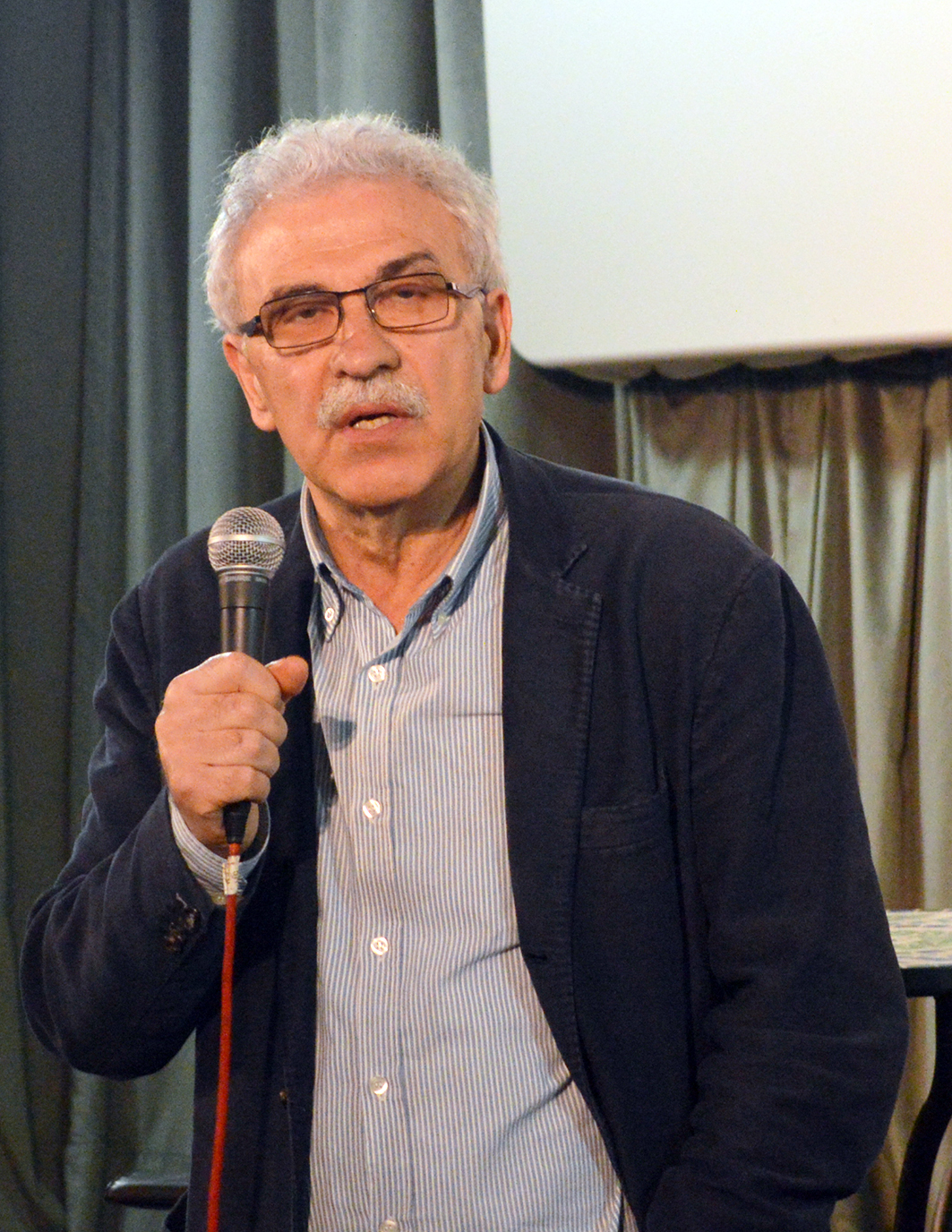
Giancarlo Basili condivide con Dante Ferretti, Dimitri Capuani e Francesco Frigeri il record di vittorie con tre premi su sedici candidature.

Il Ciak d'oro per la migliore scenografia è un premio assegnato nell'ambito dei Ciak d'oro a uno scenografo in un film di produzione italiana. Viene assegnato attraverso una giuria tecnica composta da giornalisti e esperti del settore dal 1986.

## Vincitori e candidati
I vincitori sono indicati in grassetto, a seguire gli altri candidati.

### Anni 1980
- 1986 – Dante Ferretti per Ginger e Fred[1]
  - Giancarlo Basili e Leonardo Scarpa per Festa di laurea
  - Luciano Ricceri per Interno berlinese
  - Paolo Biagetti per Miranda
  - Stefano Paltrinieri per Sotto il vestito niente
  - Enrico Fiorentini per Speriamo che sia femmina
- 1987 – Luciano Ricceri per La famiglia[1]
  - Giorgio Luppi per D'Annunzio
  - Marco Dentici per Storia d'amore
  - Ugo Chiti per Stregati
  - Mario Chiari per Via Montenapoleone
- 1988 – Ferdinando Scarfiotti, Bruno Cesari e Osvaldo Desideri per L'ultimo imperatore[1]
  - Giancarlo Basili e Leonardo Scarpa per Domani accadrà
  - Lorenzo Baraldi per La coda del diavolo
  - Mario Garbuglia per Oci ciornie
  - Davide Bassan per Opera
- 1989 – Danilo Donati per Francesco[1]
  - Marco Dentici per Codice privato
  - Stefania Benelli e Massimo Antonello Geleng per La maschera
  - Andrea Crisanti per Nuovo Cinema Paradiso
  - Paolo Biagetti e Massimo Spano per Snack Bar Budapest

### Anni 1990
- 1990 – Dante Ferretti e Francesca Lo Schiavo per Le avventure del barone di Munchausen[1]
  - Ermita Frigato per Amori in corso
  - Andrea Crisanti per Dimenticare Palermo
  - Giancarlo Basili per Palombella rossa
  - Daria Ganassini e Giovanna Zighetti per Storia di ragazzi e di ragazze
- 1991 – Dante Ferretti e Francesca Lo Schiavo per Amleto[1]
  - Paola Comencini per I divertimenti della vita privata
  - Gianni Silvestri per Il tè nel deserto
  - Marco Ferreri, Livia Borgognoni per La casa del sorriso
  - Amedeo Fago e Franco Velchi per Porte aperte
- 1992 – Carlo Simi per Bix[1]
  - Ezio Frigerio per Il proiezionista
  - Amedeo Fago per L'amore necessario
  - Francesco Frigeri per La puttana del re
  - Francesco Bronzi per Maledetto il giorno che t'ho incontrato
- 1993 – Paolo Barbi per Confortorio[2]
  - Massimo Spano per Gangsters
  - Carlo Simi per La valle di pietra
  - Giancarlo Muselli per Morte di un matematico napoletano
  - Mauro Radaelli per Nero.
- 1994 – Antonello Geleng per Dellamorte Dellamore[3]
  - Gianni Sbarra per Fiorile
  - Paolo Biagetti per Il segreto del bosco vecchio
  - Pappi Corsicato per Libera
  - Giuseppe Pirrotta per Magnificat
- 1995 – Andrea Crisanti per Una pura formalità[1]
  - Davide Bassan per Con gli occhi chiusi
  - Amedeo Fago per Il sogno della farfalla
  - Luciano Ricceri per OcchioPinocchio
  - Giancarlo Basili e Leonardo Scarpa per Strane storie
- 1996 – Francesco Bronzi per L'uomo delle stelle[4]
  - Eugenio Liverani per Ivo il tardivo
  - Giuseppe Pirrotta per L'arcano incantatore
  - Gianni Sbarra per Le affinità elettive
  - Giovanni Albanese per Silenzio... si nasce
- 1997 – Giancarlo Basili per Nirvana[1]
  - Eugenio Liverani per Albergo Roma
  - Antonino Formica per La frontiera
  - Danilo Donati per Marianna Ucrìa
  - Mario Di Pace per Pianese Nunzio, 14 anni a maggio
- 1998 – Giantito Burchiellaro per Il principe di Homburg[1]
  - Alberto Cottignoli e Steno Tonelli per Il testimone dello sposo
  - Danilo Donati per La vita è bella
  - Giancarlo Basili e Sonia Peng per Ovosodo
  - Claudio Russo e Fabrizio Lupo per Tano da morire
- 1999 – Francesco Frigeri per La leggenda del pianista sull'oceano[1][5]
  - Giancarlo Basili per Così ridevano
  - Paola Comencini per Del perduto amore
  - Massimo Antonello Geleng per Il fantasma dell'opera
  - Gianni Silvestri e Cynthia Sleiter per L'assedio

### Anni 2000
- 2000 – Simona Migliotti per La balia[6]
  - Francesco Bronzi per Canone inverso - Making Love
  - Alessandro Marrazzo per Guardami
  - Giancarlo Muselli per Il manoscritto del principe
  - Paola Comencini per Liberate i pesci!
- 2001 – Bruno Cesari per Le fate ignoranti[7]
  - Pappi Corsicato e Luigi Romano per Chimera
  - Luciano Ricceri per Concorrenza sleale
  - Davide De Stefano e Giuseppe Pirrotta per I cavalieri che fecero l'impresa
  - Francesco Frigeri per Malèna
- 2002 – Giancarlo Basili per Luce dei miei occhi e Paz![8]
  - Andrea Crisanti per Il consiglio d'Egitto
  - Marco Dentici per L'ora di religione
  - Lino Fiorito per L'uomo in più
  - Francesco Frigeri per Vajont
- 2003 – Paolo Bonfini per L'imbalsamatore[9]
  - Simona Migliotti per Il cuore altrove
  - Giancarlo Basili per Io non ho paura
  - Danilo Donati per Pinocchio
  - Paola Bizzarri per Ricordati di me
- 2004 – Francesco Frigeri per Non ti muovere[10]
  - Paola Bizzarri per Agata e la tempesta
  - Luigi Marchione per Cantando dietro i paraventi
  - Cesare Inzerillo e Nicola Sferruzza per Il ritorno di Cagliostro
  - Franco Ceraolo per La meglio gioventù
- 2005 – Beatrice Scarpato per Il resto di niente[11]
  - Andrea Crisanti per Cuore sacro
  - Giancarlo Basili per L'amore ritrovato
  - Marco Dentici per La vita che vorrei
  - Sonia Peng per Lavorare con lentezza
- 2006 – Paola Comencini per Romanzo criminale[12]
  - Giancarlo Basili per Il caimano
  - Simona Migliotti per La seconda notte di nozze
  - Luca Gobbi per La terra
  - Beatrice Scarpato per Notte prima degli esami
- 2007 – Francesco Frigeri per N (Io e Napoleone) e Mio fratello è figlio unico[13]
  - Maurizio Leonardi per In memoria di me
  - Lino Fiorito per L'amico di famiglia
  - Tonino Zera per La sconosciuta
  - Carlos Conti per Nuovomondo
- 2008 – Davide Bassan per Tutta la vita davanti[14]
  - Giada Calabria per Caos calmo
  - Paola Bizzarri per Giorni e nuvole
  - Francesco Frigeri per I Viceré
  - Giancarlo Basili per Lascia perdere, Johnny!
- 2009 – Giancarlo Basili per Sanguepazzo[15]
  - Sonia Peng per Fortapàsc
  - Lino Fiorito per Il divo
  - Giuliano Pannuti per Il papà di Giovanna
  - Antonio Farina per Il seme della discordia

### Anni 2010
- 2010 – Maurizio Sabatini per Baarìa[16]
  - Rita Rabassini per Happy Family
  - Giancarlo Basili per L'uomo che verrà
  - Andrea Crisanti per Mine vaganti
  - Marco Dentici per Vincere
- 2011 – Emita Frigato per Noi credevamo[17]
  - Paola Comencini per Benvenuti al Sud
  - Paola Bizzarri per Habemus Papam
  - Alessandra Mura per Il gioiellino
  - Marco Belluzzi per Qualunquemente
- 2012 – Stefania Cella per This Must Be the Place[18]
  - Marta Maffucci per Diaz - Don't Clean Up This Blood
  - Lino Fioriti per La kryptonite nella borsa
  - Andrea Crisanti per Magnifica presenza
  - Giancarlo Basili per Romanzo di una strage
- 2013 – Paolo Bonfini per Reality[19]
  - Rita Rabassini per Educazione siberiana
  - Maurizio Sabatini e Raffaella Giovannetti per La migliore offerta
  - Marco Belluzzi per Tutto tutto niente niente
  - Marco Dentici per È stato il figlio
- 2014 – Stefania Cella per La grande bellezza[20]
  - Giancarlo Basili per Anni felici
  - Tonino Zera per L'ultima ruota del carro
  - Marcello Di Carlo per La mafia uccide solo d'estate
  - Marco Dentici per Salvo
- 2015 – Giancarlo Muselli per Il giovane favoloso[21]
  - Luca Servino per Anime nere
  - Rita Rabassini per Il ragazzo invisibile
  - Emita Frigato per Le meraviglie e Meraviglioso Boccaccio
  - Paola Bizzarri per Mia madre
- 2016 – Dimitri Capuani e Alessia Anfuso per Il racconto dei racconti - Tale of Tales[22]
  - Giada Esposito per Le confessioni
  - Massimiliano Sturiale per Lo chiamavano Jeeg Robot
  - Giada Calabria per Non essere cattivo
  - Ludovica Ferrario per Youth - La giovinezza
- 2017 – Carmine Guarino per Indivisibili[23]
  - Marco Dentici per Fai bei sogni
  - Marcello Di Carlo per In guerra per amore
  - Tonino Zera per La pazza gioia
  - Livia Borgognoni per La stoffa dei sogni
- 2018 – Ivana Gargiulo e Deniz Gokturk Kobanbay per Napoli velata[24]
  - Noemi Marchica per Ammore e malavita
  - Giuliano Pannuti per Benedetta follia
  - Maurizio Sabatini per Brutti e cattivi
  - Giorgio Barullo per Dove non ho mai abitato
- 2019 – Dimitri Capuani per Dogman e Favola[25]
  - Giancarlo Muselli per Capri-Revolution[26]
  - Carmine Guarino per Il vizio della speranza[26]
  - Emita Frigato per Lazzaro felice[26]
  - Stefania Cella per Loro[26]

### Anni 2020
- 2020 – Dimitri Capuani per Pinocchio[27]
- 2021 – Giancarlo Muselli e Carlo Rescigno per Qui rido io
  - Antonella Di Martino per Il silenzio grande
  - Tonino Zera per L'incredibile storia dell'Isola delle Rose
  - Maurizio Sabatini per La vita davanti a sé
  - Emita Frigato per Le sorelle Macaluso
  - Alessandro Vannucci e Igor Gabriel per Miss Marx